# She's on her own
She’s on her own is een lied geschreven door Arnold Mühren. Het nummer werd ten tijde van het uitbrengen van de bijbehorende elpee Cats aglow niet op single uitgebracht. In 1974 verscheen het als B-kant van Be my day.

## Du bist mein Zuhaus
Du bist mein Zuhaus is een single van The Cats. De single verscheen alleen op de Duitse markt. Du bist mein Zuhaus is een vertaling van het nummer She’s on her own van het album Cats aglow. Er verscheen toen ook een album met puur Duitse versies van Cats-nummers, titel was Katzen-spiele. Du bist mein Zuhaus schampte de Duitse hitparade met twee weken notering in 1972. Het nummer werd later nog een keer gecoverd door Lord Ulli van The Lords.
De B-kant werd gevormd door Der Brief, een vertaling van Piet Veermans A letter van diezelfde elpee in een schlageruitvoering.